# 朱汉民
朱汉民（1954年7月—），中国湖南邵阳人。中华人民共和国政治学家、历史学家。

## 生平
毕业于湖南大学，留校任教，为湖南大学教授；1994年开始担任湖南大学人文学院副院长、岳麓书院文化研究所所长。之后担任湖南大学岳麓书院院长，二级教授，历史学、哲学专业博士生导师。主要研究方向有中国哲学、中国思想文化史、中国教育史。